# دوم كابرز
دوم كابرز (بالإنجليزية: Dom Capers)‏ هو لاعب كرة قدم أمريكية ومدرب رياضي أمريكي، ولد في 7 أغسطس 1950 في كامبردج في الولايات المتحدة.